# Кальміюс
«Кальміюс» — український літературно-мистецький альманах, заснований у Донецьку у червні 1998 року. Засновник і незмінний головний редактор проекту Олег Соловей. Перші чотири числа журналу виходили як машинописний самвидав. Від початку 1999 року альманах видавався в поліграфічний спосіб накладом до 100 примірників. Від 2000 року заснована книжкова серія «Бібліотека альманаху „Кальміюс“».
Коло авторів журналу не обмежується Донеччиною та Східною Україною. Провідними літературними критиками журналу були Євген Баран і Ігор Бондар-Терещенко, серед авторів Іван Андрусяк, Анна Біла, Анатолій Дністровий, Сергій Жадан, Володимир Єшкілєв, Дмитро Білий, Олег Соловей, Сергій Пантюк, Слава Петров, Василь Махно, Сашко Ушкалов.
У книжковій серії «Укрсучліт» «Бібліотеки альманаху „Кальміюс“» вийшли книжки Василя Голобородька, Сергія Жадана, Івана Андрусяка, Анатолія Дністрового, Сергія Пантюка, Олега Солов'я та інші.
У серії «Ad fontes» «Бібліотеки альманаху «Кальміюс» було видано поетичну збірку Михайля Семенка «Патагонія» та підготована до друку збірка Ґео Шкурупія «Психетози».
Український модернізм 20-х років минулого століття став однією з провідних тем «Кальміюсу», в його межах було видано цілий ряд текстів, які були невідомі читачам з моменту їхнього першого видання. Вперше з 1923 року було розміщено тексти поетичної збірки Юліана Шпола «Верхи» та поетичну збірку «Психетози» (1922) Ґео Шкурупія.